# 존 캔틀리
존 헨리 캔틀리(John Henry Cantlie, 1970년 11월 7일~)는 영국의 전쟁사진작가이자 특파원이었다. 영국 잉글랜드 햄프셔주 윈체스터에서 태어나 시리아에서 미국 언론인 제임스 폴리와 같이 2012년 11월 다에시에 납치됐다. 같은 해 7월에도 네덜란드인 사진작가 Jeroen Oerlemans와 같이 시리아에서 납치됐지만 1주일 후 풀려났다. 2014년과 2016년 사이 시리아와 이라크에서 촬영된 영상들에 등장하여 다에시의 선전 발표를 읊었다.
2017년 이라크 매체는 캔틀리가 모술에서 공습 때문에 죽었다고 보도했다. 2017년과 2019년에도 그가 살아있다는 소문과 보도가 있었다. 2022년 그의 가족은 그가 죽었다고 간주하여 장례식을 치렀다.

## 가정사
의사이자 훗날 홍콩 대학이 되는 홍콩중국인의과대학을 1887년 세운 제임스 캔틀리의 증손자다. 1896년 그는 주영국 청나라 공사관에 납치된 손문을 구출하는 데 핵심 역할을 한다. 그가 구출되지 못했다면 그는 청나라에 납치되어 처형당할 운명이었다. 존 캔틀리의 조부 케네스 캔틀리는 중국에서 증기기관차를 설계했다.

## 경력
1990년대 초기 세가 비디오 게임 테스터로서 언론인 경력을 시작했다.

## 첫 번째 납치
2012년 7월 19일 시리아 이들리브주 바브알하와 인근으로 밀입국한 후 군인들에 의해 납치됐다. 네덜란드 사진작가 Jeroen Oerlemans와 같이 납치된 그는 탈출을 시도하다가 총상을 입었다.
Oerlemans는 왼쪽 다리에, 캔틀리는 왼쪽 팔에 총상을 입었고 그로 인해 캔틀리는 척골신경 포착을 앓았다. 캔틀리는 그곳에 있던 몇몇 영국계 무슬림들이 "배신자는 죽어라"라고 소리쳤다고 했다. Oerlemans는 "그 영국인들은 우리 둘에 대해 크게 앙심을 품었다"고 했다. 그들은 캠프로 옮겨졌고 NHS 의사라고 주장하는 군인의 치료를 받았다. 그들 둘은 처형 협박을 받았다. Oerlemans는 그들을 납치한 자가 누군지 불명확하지만 여러 민족 출신 군인들이었다고 했다.

### 구출
2012년 7월 26일 납치 1주일 후 자유시리아군 소속 4명이 그들을 구출했다. 반군은 무기를 쏘며 캠프에 진입했고 지하디스트 군인 최소 한 명을 협박하며 캔틀리와 Oerlemans의 차량 탑승을 도왔다. 그들은 탈출을 시도했을 때 크게 다쳐서 걷지도 못 했기에 부축을 받아야 했다. 그들은 그들이 구조됐을 때 알카에다 관련 지하드 조직에 몸값을 위해 넘겨질 예정이었다고 주장했다. 그들은 처음에는 안타키아에서 치료를 받고 튀르키예와 영국 정보원에게 보고를 했다. 2012년 10월 9일 그들을 납치하는 데 관여한 인물이 이집트발 비행기를 타고 온 후 히드로 공항에서 체포됐다.
이는 캔틀리의 두 번째 시리아 방문이었다. 2012년 3월 그는 시리아 육군의 급습을 직접 본 첫 번째 서구 사진작가였다. 그때 시리아군은 T-72를 이들리브주 사라키브로 돌진시켰다.

## 두 번째 납치
캔틀리는 2012년 말 이후 실종 상태였고 2013년에는 그가 참고인으로 참가해야 했던 재판이 열리지 못했다. 2014년 9월 캔틀리가 미국 언론인 제임스 폴리와 같이 납치됐었던 것이 밝혀졌다. 그들의 택시기사와 제임스 폴리의 통역가는 납치되지 않았다. 그들은 캔틀리가 이전에 납치됐었을 때와 관련된 영화에 대한 일을 같이 했던 것으로 알려졌다. 제임스 폴리는 2014년 8월 다에시에 의해 참수됐다.

### 다에시 선전
납치되고 거의 2년이 지난 2014년 9월 18일 캔틀리는 다에시에 의해 게시된 한 영상에 등장했는데, 그 영상은 Lend Me Your Ears라는 제목이 붙은 여러 영상들 중 첫 영상이었다. 2015년 2월 현재 다에시는 Lend Me Your Ears 영상들을 6개 공개했는데, 해당 영상들 모두에서 캔틀리는 까만 배경을 뒤로 하고 목재 탁자에 앉아서 다에시의 인질 처형 영상에 전형적으로 등장하는 옷인 주황색 죄수복을 입고 말을 했다. 해당 영상들에서 캔틀리는 군사행동, 정치적 발언, 매체 보도를 포함한 서구권의 외교정책에 대해 비판적인 견해를 말했다. 캔틀리는 특히 인질 석방을 위해 협상과 몸값 지불을 하는 다른 유럽 국가들의 정책과 비교하며 미국과 영국의 인질 관련 정책에 비판적인 입장을 밝혔다.
다에시는 Lend Me Your Ears라는 제목이 붙은 영상들 말고도 추가 영상 3개를 더 공개했다. 이 영상들은 캔틀리를 서구권 인질보다는 서구권 언론가로 묘사했다. 모든 영상에서 캔틀리는 납치자들에게 호의적인 태도를 취하며 코바니, 모술 및 다에시가 통제하는 알레포주의 상황을 묘사했다.
캔틀리는 다에시 포로로서 말했기 때문에 그가 말한 관점이 진짜 그의 의견인지는 불분명하다.